# Прича о стражару
Прича о стражару (или прича о верном слуги) је Исусова алегоријска прича која говори о потреби одржавања будности и пажње јер је неизвестан час доласка Господа.
Ова приче је, у разним верзијама, забележена у канонским јеванђељима по Матеју, Марку и Луки, као и у неканонском јеванђељу по Томи. Код Матеја јој непосредно следи прича о десет девојака, сличне тематике есхатолошке тематике, о неизвесном доласку судњег дана.

## Прича

### По Матеју
Еванђеље по Матеју преноси следећу Исусову причу:

### По Марку
Еванђеље по Марку преноси следећу Исусову причу:

### По Луки
Еванђеље по Луки преноси нешто дужу верзију приче:

### По Томи
Еванђеље по Томи почиње уводним Маријиним питањем, након чега следи поређење:

## Тумачења
Код Матеја, прича започиње Исусовим упозорењем: "Стражите дакле, јер не знате у који ће час доћи Господ ваш". Другим речима, „ученик мора бити спреман за долазак Господа, остајући опрезан и будан при његовом приспећу“. Још одређеније упозорење Исус даје на другом месту "Али се чувајте да како ваша срца не отежају ждерањем и пијанством и бригама овог света, и да вам овај дан не дође изненада". (Лука, 21:34)
Прича о стражару се најчешће тумачи као упозорење на други Христов долазак. Иако ће можда бити разних знакова о другом доласку, тачно време остаје непознато. Други део приче носи упозерење да ће бити више тражено од оних којима је више дато.
Амерички теолог Двајт Пентекост сматра да ова парабола „наглашава да повластице носе обавезу, а да обавеза повлачи одговорност. Неки сматрају да се то посебно односи на верске вође.